# Vicente Reynés
Vicente Reynés Mimo (* 30. Juli 1981 in Deià) ist ein ehemaliger spanischer Radrennfahrer.

## Laufbahn
Reynés begann seine Karriere 2003 beim portugiesischen Radsportteam L.A. Pecol und wechselte im Folgejahr zum späteren UCI ProTeam Illes Balears. Bei Paris–Nizza 2005 gelang ihm sein erster Erfolg in der UCI ProTour, als er die dritte Etappe im Sprint gegen Tom Boonen gewann. 2007 gewann er die Trofeo Cala Millor-Cala Bona und den Circuito de Getxo – ebenfalls jeweils im Sprint.
Ab der Saison 2008 fuhr Reynés für das Team High Road, wo er wichtiger Bestandteil des Sprintzugs von André Greipel wurde und nach Auflösung dieser Mannschaft 2011 mit Greipel zum belgischen Team Omega Pharma-Lotto wechselte.
Nachdem sich sein letztes Team IAM Cycling zum Ende der Saison 2016 auflöste, und es Reynés nicht gelang einen neuen Vertrag abzuschließen, beendete er auch aufgrund gesundheitlicher Probleme seine Karriere als Aktiver.

## Erfolge
2005
- eine Etappe Paris-Nizza

2007
- Trofeo Cala Millor-Cala Bona
- Circuito de Getxo